# 米爾沙米足球俱樂部
米爾沙米足球俱樂部（FC Milsami-Ursidos）是摩爾多瓦的一家足球俱樂部。主場位於奧爾海伊，目前參加摩爾多瓦超級足球聯賽的賽事。

## 榮譽
- 摩爾多瓦超級足球聯賽
  - 冠軍 (2): 2014–15, 2024–25
  - 亞軍 (2): 2017, 2018
- 摩尔多瓦足球甲级联赛
  - 冠軍 (1): 2008–09
- 摩爾多瓦盃
  - 冠軍 (2): 2011–12, 2017–18
  - 亞軍 (1): 2015–16
- 摩爾多瓦超級盃
  - 冠軍 (2): 2012, 2019
  - 亞軍 (1): 2015

## 外部連結
- Official website （页面存档备份，存于） （俄文） （罗马尼亚文） （英文）